# Municipio de Forest (condado de Becker)
El municipio de Forest (en inglés: Forest Township) es un municipio ubicado en el condado de Becker en el estado estadounidense de Minnesota. En el año 2010 tenía una población de 77 habitantes y una densidad poblacional de 0,83 personas por km².

## Geografía
El municipio de Forest se encuentra ubicado en las coordenadas 47°6′53″N 95°21′29″O / 47.11472, -95.35806. Según la Oficina del Censo de los Estados Unidos, el municipio tiene una superficie total de 93.3 km², de la cual 84,35 km² corresponden a tierra firme y (9,6 %) 8,95 km² es agua.

## Demografía
Según el censo de 2010, había 77 personas residiendo en el municipio de Forest. La densidad de población era de 0,83 hab./km². De los 77 habitantes, el municipio de Forest estaba compuesto por el 83,12 % blancos, el 1,3 % eran asiáticos y el 15,58 % eran de una mezcla de razas. Del total de la población el 0 % eran hispanos o latinos de cualquier raza.